# 坂梨隧道

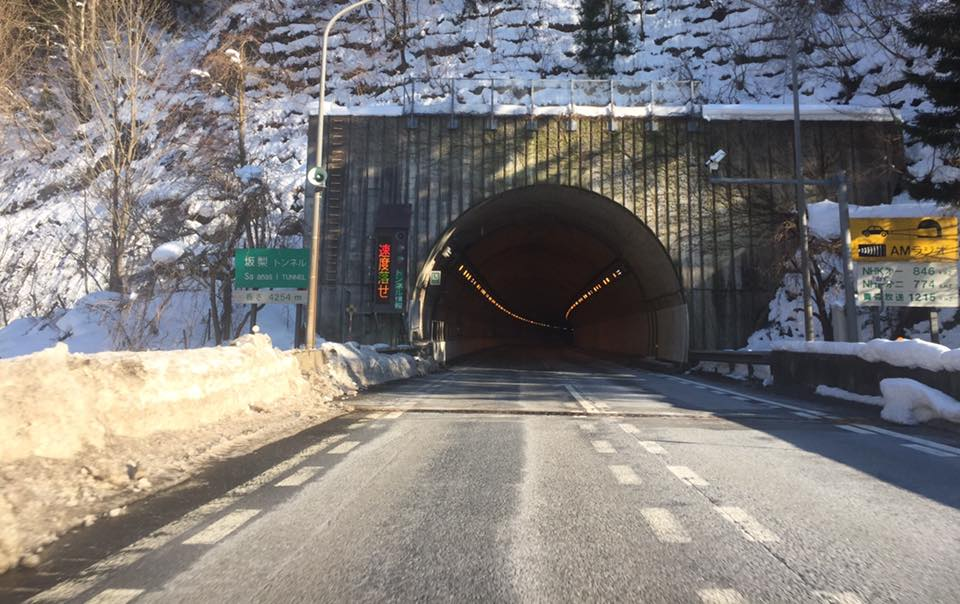
东京一侧隧道口

坂梨隧道（日语：／ Sakanashi Tonneru）是日本的一座高速公路隧道，承载東北自動車道（E4）穿过秋田县鹿角郡小坂町与青森县平川市交界处的奧羽山脈，双洞四车道，分别长4254米和4265米，1986年建成通车。